# هری الته
هری الته (انگلیسی: Harry Elte; ۳ سپتامبر ۱۸۸۰ – ۱ آوریل ۱۹۴۴) معمار، و کابینت‌سازی اهل پادشاهی هلند بود.